# 底弄
底弄，大理国时云龙（今云南云龙县一带）“蒲蛮”（布朗族）首领。
云龙一带自古为“摆夷”（傣族）、阿昌、“蒲蛮”共同杂居，约公元5世纪中叶的南北朝时期，蛇山布朗族首领底弄与象山阿昌族首领猛猎有仇，相互争杀，底弄袭杀猛猎全家。只有猛猎女儿奴六逃脱。奴六嫁给阿昌人早某。一年后底弄想要霸占奴六，在夜间去早家将她掳来。奴六假装顺从，用暗藏的利刀刺底弄，因衣厚未被刺中。奴六跳墙逃走，与丈夫一起躲进山林，在林中生下儿子。奴六夫妻被底弄擒获杀害。奴六在被擒前，把婴儿藏于空树腹中。第二天，早某之妹听到小儿啼哭，抱回抚养，取名早慨。早慨长到十二岁时，力能搏虎。后来早慨率众攻布朗村寨，与底弄相约在吼汤坡对战。底弄失利，被追杀至死，布朗族遂受早慨统治。故事记载于乾隆年间白族学者董善庆撰野史《云龙记往》，《云南备征志·卷十九》有载。